# Nooralotta Neziri
Nooralotta Neziri (Turku, Finlandia, 9 de noviembre de 1992) es una atleta finés que compite en la modalidad de 100 metros vallas. Fue oro en el Campeonato Europeo Júnior de 2011 celebrado en Tallin (Estonia) con una marca de 13,34 segundos y bronce en el Campeonato Europeo Sub-23 de 2013 de Tampere, en su país natal, con 13,39. Su primera participación olímpica fue en Río 2016, donde cayó en la segunda de las semifinales al quedar en sexto puesto con una marca de 13,04 segundos.
Neziri posee el actual récord nacional de Finlandia en 100 metros vallas femenino, conseguido en junio de 2016 con 12,81. Además, su récord en los 100 metros lisos es de 11,48 segundos, el octavo mejor del país.

## Carrera

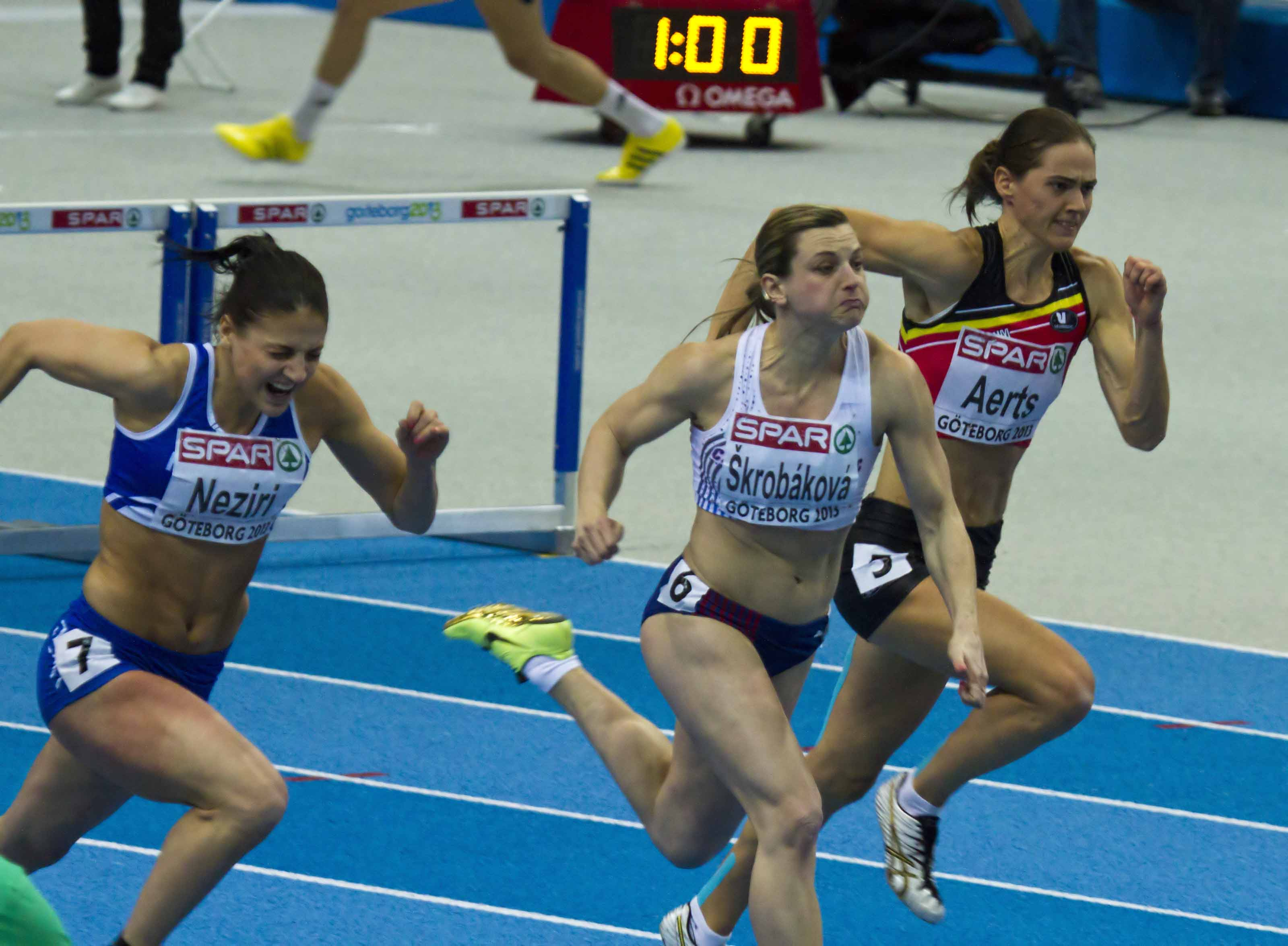
Nooralota Neziri (izquierda) durante las semifinales del Campeonato de Europa Indoor de 2013.

Nació en la ciudad finlandesa de Turku en noviembre de 1992, hija de madre finés y padre albano-macedónico, aunque desde su infancia ha vivido en Pori, en la costa oeste del país.
Empezó a entrenar profesionalmente en la modalidad de 100 metros vallas, que combinaría con 60 metros vallas, en 2007. Su primera competición fue en la Copa del Mundo de 2009, celebrada en la ciudad italiana de Bresanona. Ese mismo año, en el Festival Olímpico de la Juventud Europea que se celebraba en Tampere (Finlandia), consiguió su primera medalla de oro al acabar la prueba en un tiempo de 13,23 segundos.
En el Campeonato Mundial Júnior de Atletismo celebrado en 2010 en la localidad canadiense de Moncton, Neziri obtuvo un nuevo quinto puesto, con una carrera en los 100 metros vallas de 13,49 segundos.
En 2011 participó en el Campeonato finlandés de atletismo en pista cubierta celebrado en Helsinki, donde consiguió su primera medalla de plata en la categoría de 60 metros vallas, con un tiempo de 8,48 segundos. Ese año culminó con la medalla de oro obtenida en el Campeonato Europeo Júnior de Atletismo de Tallin (Estonia), esta vez en la categoría de 100 metros vallas y con un tiempo de 13,34 segundos.
Al año siguiente, en el Campeonato Europeo de Atletismo que se celebraba en Helsinki (Finlandia), mejoró su récord personal de los 100 metros vallas, al bajar de los 13,34 segundos del año pasado a 13,23. 9 milésimas que, sin embargo, no fueron suficientes para entrar en la final, terminando decimoséptima en la general.
En 2013 participó en las modalidades de 60 y 100 metros vallas. En la primera, en el marco del XXXII Campeonato Europeo de Atletismo en Pista Cubierta celebrado en Gotemburgo (Suecia), acabó en octavo puesto tras entrar en la meta a 8,19 segundos. Para la segunda modalidad, participó primero en el Campeonato Europeo Júnior Sub-23 de Atletismo de Finlandia, donde entró en el podio con un bronce gracias a sus 13,39 segundos; su segunda incursión fue en el Campeonato Mundial de Atletismo de Moscú, donde a pesar de quedar lejos de los puestos altos -fue decimoséptima-, acabó obteniendo su primer gran récord personal en la modalidad de 100 metros vallas, al bajar su marca a 13,04 segundos.
En marzo de 2014, Nooralotta Neziri participó en el Campeonato Mundial de Atletismo en Pista Cubierta de Sopot (Polonia), de nuevo en la modalidad de 60 metros vallas. Obtuvo una marca de 8,21 segundos, que no fue suficiente siquiera para quedar en puestos medios de la tabla clasificatoria, obteniendo uno de sus peores registros al quedar vigesimoquinta. En agosto de ese mismo año participaba en el Campeonato Europeo de Atletismo de Zúrich (Suiza) en la modalidad de 100 metros vallas, quedando decimoséptima con 13,17 segundos, y en relevo 4 × 100 metros con Milja Thureson, Hanna-Maari Latvala y Minna Laukka. El equipo finés quedó undécimo con 44,22 segundos de marca.
En 2015 volvió a batir un nuevo récord personal en 60 metros vallas, al obtener en el Campeonato Europeo de Atletismo en Pista Cubierta celebrado en Praga (República Checa) una marca de 7,97 segundos que le valió un sexto puesto. También participó en el Campeonato Mundial de Atletismo de Pekín (China), donde, sin embargo, quedó vigesimocuarta -su segunda peor marca- con 13,13 segundos, a 16 milésimas de la jamaicana Danielle Williams, que ganó con 12,57 segundos.
En julio de 2016 llegó a Ámsterdam (Holanda) para participar en el Campeonato Europeo de Atletismo, donde volvió a cosechar un mal resultado a pesar de una buena carrera, siendo decimocuarta con 13,05 segundos. En agosto de ese mismo año, participó en sus primeros Juegos Olímpicos. Formó parte del equipo de atletismo finlandés que representó a su país en los Juegos Olímpicos de Río de Janeiro 2016. En la primera ronda clasificatoria, Neziri quedó tercera con 12,88 segundos, por detrás de la belga Anne Zagré (12,85 s.) y de la estadounidense Kristi Castlin (12,68 s.). En la segunda semifinal, sin embargo, quedó sexta con un tiempo de 13,04 segundos, lo que imposibilitó que pasara a la final, que ganó Brianna Rollins. En la clasificación total, quedó decimoctava.

## Resultados en competición

### Por temporada
| Representando a Finlandia | Representando a Finlandia                          | Representando a Finlandia | Representando a Finlandia | Representando a Finlandia | Representando a Finlandia |
| ------------------------- | -------------------------------------------------- | ------------------------- | ------------------------- | ------------------------- | ------------------------- |
| Año                       | Competición                                        | Lugar                     | Modalidad                 | Puesto                    | Marca (en s.)             |
| 2009                      | Campeonato Mundial de Atletismo Sub-18             | Bresanona                 | 100 m vallas              | 5.ª                       | 13,44                     |
| 2009                      | Festival Olímpico de la Juventud Europea           | Tampere                   | 100 m vallas              | 1.ª                       | 13,23                     |
| 2010                      | Campeonato Mundial Júnior de Atletismo             | Moncton                   | 100 m vallas              | 5.ª                       | 13,49                     |
| 2011                      | Campeonato Nacional de Atletismo en Pista Cubierta | Helsinki                  | 60 m vallas               | 2.ª                       | 8,48                      |
| 2011                      | Campeonato Europeo Júnior de Atletismo             | Tallin                    | 100 m vallas              | 1.ª                       | 13,34                     |
| 2012                      | Campeonato Europeo de Atletismo                    | Helsinki                  | 100 m vallas              | 17.ª                      | 13,23                     |
| 2013                      | Campeonato Europeo de Atletismo en Pista Cubierta  | Gotemburgo                | 60 m vallas               | 8.ª                       | 8,19                      |
| 2013                      | Campeonato Europeo Júnior Sub-23 de Atletismo      | Tampere                   | 100 m vallas              | 3.ª                       | 13,39                     |
| 2013                      | Campeonato Mundial de Atletismo                    | Moscú                     | 100 m vallas              | 17.ª                      | 13,04 (NR)                |
| 2014                      | Campeonato Mundial de Atletismo en Pista Cubierta  | Sopot                     | 60 m vallas               | 25ª                       | 8,21                      |
| 2014                      | Campeonato Europeo de Atletismo                    | Zúrich                    | 100 m vallas              | 17.ª                      | 13,17                     |
| 2014                      | Campeonato Europeo de Atletismo                    | Zúrich                    | Relevo 4 × 100 m          | 11.ª                      | 44,22                     |
| 2015                      | Campeonato Europeo de Atletismo en Pista Cubierta  | Praga                     | 60 m vallas               | 6.ª                       | 7,97 (NR)                 |
| 2015                      | Campeonato Mundial de Atletismo                    | Pekín                     | 100 m vallas              | 24ª                       | 13,13                     |
| 2016                      | Campeonato Europeo de Atletismo                    | Ámsterdam                 | 100 m vallas              | 14.ª                      | 13,05                     |
| 2016                      | Juegos Olímpicos                                   | Río de Janeiro            | 100 m vallas              | 18.ª                      | 13,04                     |
| 2017                      | Campeonato de Atletismo de Jyväskylä               | Jyväskylä                 | 60 m vallas               | 1.ª                       | 8,08                      |
| 2018                      | Campeonato Mundial de Atletismo en Pista Cubierta  | Birmingham                | 60 m vallas               | 18.ª                      | 8,20                      |
| 2018                      | Campeonato Europeo de Atletismo                    | Berlín                    | 100 m vallas              | 8.ª                       | 12,94                     |
| 2019                      | Campeonato Europeo de Atletismo en Pista Cubierta  | Glasgow                   | 60 m vallas               | 6.ª                       | 8,09                      |
| 2019                      | Campeonato Mundial de Atletismo                    | Doha                      | 100 m vallas              | 14.ª                      | 12,89                     |
| 2020                      | Campeonato Nacional de Atletismo en Pista Cubierta | Tampere                   | 60 m vallas               | 1.ª                       | 8,07                      |
| 2021                      | Campeonato Europeo de Atletismo en Pista Cubierta  | Toruń                     | 60 m vallas               | 4.ª                       | 7,93                      |

### Mejores marcas
| Disciplina                         | Marca        | Lugar    | Fecha                   |
| ---------------------------------- | ------------ | -------- | ----------------------- |
| 100 metros lisos (exterior)        | 11,84 s.     | Espoo    | 21 de mayo de 2016      |
| 60 metros vallas (pista cubierta)  | 7,91 s. (NR) | Berlín   | 5 de febrero de 2021    |
| 100 metros vallas (exterior)       | 12,81 s.     | Kuortane | 25 de junio de 2016     |
| 100 metros vallas (pista cubierta) | 13,26 s.     | Tampere  | 26 de enero de 2016     |
| 4 x 100 metros relevos             | 44,09 s.     | Tampere  | 5 de septiembre de 2020 |